# Lesznica (obwód brzeski)
Lesznica (biał. Лешніца, Lesznica; ros. Лешница, Lesznica) – wieś na Białorusi, w obwodzie brzeskim, w rejonie małoryckim, w sielsowiecie Wielkoryta, nad Rytą i przy drodze republikańskiej R17.

## Historia
W dwudziestoleciu międzywojennym leżała w Polsce, w województwie poleskim, w powiecie brzeskim, w gminie Wielkoryta. Po II wojnie światowej w granicach Związku Sowieckiego. Od 1991 w niepodległej Białorusi.